# 박지원 (아나운서)
박지원(1994년 4월 12일~)은 대한민국의 KBS 아나운서이다.

## 학력
- 2010년 ~ 2013년 국립국악고등학교 졸업
- 2014년 ~ 2017년 서울대학교 사범대학 체육교육학과 학사

## 경력
- 2016년 1월 ~ 2017년 4월: KTV MC
- 2017년 5월 1일 ~ 2017년 6월 23일: K-STAR MC
- 2017년 7월 ~ 2018년 3월: YTN 리포터
- 2018년 4월 ~ 2019년 6월 30일 : 2018년 KBS 45기 공채 아나운서 및 KBS대구방송총국 지역근무했다.
- 2019년 7월 1일 ~ KBS 서울본국  아나운서
- KBS 한국어연구부 대리

### 스포츠 캐스터 경력
- 2020 도쿄 하계 올림픽 캐스터
- 2022 베이징 동계 올림픽 캐스터
- 2022 항저우 아시안게임 캐스터

## 방송 진행
| 연도        | 방송채널 | 제목                               | 담당               | 진행 기간                                                                                              | 비고 |
| ----------- | -------- | ---------------------------------- | ------------------ | --- | --- |
| 2018~ 2019  | KBS대구1 | 라이브 오늘                        | 진행               | 2018년 1월 1일 ~ 2019년 6월 30일                                                                       | |
| 2018~ 2019  | KBS대구1 | KBS 뉴스 9 대구·경북               | 진행               | 2018년 6월 11일 ~ 2019년 6월 28일                                                                      | |
| 2019        | KBS1     | 도전! 골든벨                       | 임시진행           | 1월 13일                                                                                               | 931회 경북 상주시 상주여고 편                                                                                             |
| 2019        | KBS1     | 도전! 골든벨                       | 특별출연           | 2월 17일                                                                                               | 936회 국립국악고 편 |
| 2019~2020   | KBS1     | 도전! 골든벨                       | 진행               | 2019년 9월 1일 ~ 2020년 4월 5일                                                                        | 962회 경북 칠곡군 북삼고 ~ 990회(재도전) 대전동산고(재도전) 편 마지막 여자MC 진행자 정규편성 및 참가학교                  |
| 2020        | KBS1     | 도전! 골든벨                       | 별도진행           | 4월 12일 ~ 5월 10일                                                                                    | 스페셜 방송(회차 없이 편성)                                                                                               |
| 2020        | KBS1     | 도전! 골든벨                       | 별도진행           | 5월 17일 ~ 5월 31일                                                                                    | 온라인 도전! 골든벨(역대 도전자별)(회차 없이 편성)                                                                        |
| 2020        | KBS1     | 도전! 골든벨                       | 별도진행           | 6월 7일 ~ 6월 28일                                                                                     | 온라인 도전! 골든벨(학교별)(회차 없이 편성)                                                                               |
| 2019        | KBS2     | 누가누가 잘하나                    | 진행               | 9월 19일 ~ 11월 28일                                                                                   | |
| 2021        | KBS2     | 누가누가 잘하나                    | 임시진행           | 10월 7일                                                                                               | |
| 2020        | KBS1     | 우리, 다시 : Hope from Korea       | 내레이션           | 8월 2일                                                                                                | |
| 2019 ~ 2020 | KBS1     | KBS 뉴스 (주말)                    | 진행               | | 토요 ·휴일 낮 12시 시간대                                                                                                 |
| 2018        | KBS1     | 아침마당                           | 출연 및 방청객     | 5월 16일                                                                                               | 8120회 <도전! 꿈의 무대> (공채 45기 아나운서 3명 중 1명이 출연함)                                                         |
| 2020        | KBS1     | 아침마당                           | 임시진행           | 2020년 1월 29일 ~ 2월 3일                                                                              | 8554회 <도전! 꿈의 무대> ~ 8557회 월요토크쇼 명불허전 트로트 가수들의 팬클럽                                              |
| 2020        | KBS1     | 아침마당                           | 특별출연           | 2020년 12월 30일                                                                                       | 8787회(송년특집 2부) 도전!꿈의무대                                                                                        |
| 2020        | KBS1     | 아침마당                           | 출연               | 2020년 11월 2일                                                                                        | 8746회 [월요토크쇼 명불허전] <KBS 일당백 교양 있는 아나운서들>                                                            |
| 2022        | KBS1     | 아침마당                           | 임시진행           | 2022년 7월 11일 ~ 7월 15일                                                                             | 9181회 [월요토크쇼 명불허전]<국악과 트로트의 뜨거운 만남> ~ 9185회 금요생생토크 만약 나라면 <돈 빌린 사람 VS 빌려준 사람> |
| 2023        | KBS1     | 아침마당                           | 특별출연 및 참석자 | 9월 13일                                                                                               | 9477회<도전!꿈의 무대 특집 - KBS 스포츠 캐스터 노래자랑>                                                                  |
| 2020        | KBS1     | KBS 1TV 일일 드라마기막힌 유산     | 고지자             | 2020년 4월 20일~2020년 10월 9일                                                                        | 122부작, 방송순서고지 (밤 8시 25분 멘트)                                                                                  |
| 2019 ~ 2023 | KBS1     | KBS 뉴스 9                         | 진행               | 2019년 11월 30일 ~ 2023년 11월 12일                                                                    | 주말 |
| 2023 ~      | KBS1     | KBS 뉴스 9                         | 진행               | 2023년 11월 13일 ~ 현재                                                                                | 평일 |
| 2020, 2022  | KBS1     | KBS 뉴스 7                         | 임시진행           | 2020년 3월 24일 ~ 2020년 3월 27일, 2022년 6월 20일 ~ 2022년 7월 1일, 2022년 9월 26일 ~ 2022년 10월 4일 | |
| 2020 ~ 2021 | KBS2     | 연중 라이브                        | 패널               | 2020년 7월 3일 ~ 7월 24일 2020년 10월 23일 ~ 2021년 7월 16일                                           | 리포터 - 차트를 달리는 여자 코너                                                                                          |
| 2020 ~ 2022 | KBS2     | 굿모닝 대한민국 라이브 금요일      | 진행               | 2020년 7월 10일 ~ 2022년 5월 6일                                                                       | |
| 2021        | KBS2     | 2020 도쿄 올림픽 - 여기는 도쿄     | 진행               | 2021년 7월 22일 ~ 8월 8일                                                                              | |
| 2021        | KBS1     | TV비평 시청자데스크                | 임시 패널          | 2021년 12월 19일                                                                                       | 965회 [시청자의 눈], 박소현 아나운서의 갑작스런 사정 인해 대신 <시청자의 눈>임시 패널로 출연                              |
| 2022 ~ 2023 | KBS2     | Sign On/Sign Off                   | 내레이션           | | |
| 2022        | KBS2     | 2022 베이징 올림픽 - 여기는 베이징 | 진행               | 2022년 2월 7일 ~ 2월 10일, 2월 14일 ~ 2월 17일                                                         | |
| 2022        | KBS2     | 영화가 좋다 - 도도한 영화          | 임시패널           | 2022년 2월 26일                                                                                        | 789회 |
| 2022 ~현재  | KBS1     | 우리말 겨루기                      | 진행               | 2022년 3월 14일 ~현재                                                                                  | 901회 ~ 현재 |
| 2022        | KBS1     | 2022 나눔국민대상                  | 진행               | 2022년 11월 19일                                                                                       | 녹화 중계 및 2안 |
| 2022        | KBS1     | 2023 새날마중                      | 진행               | 2022년 12월 31일                                                                                       | |
| 2023        | KBS2     | 2023년 월드 베이스볼 클래식        | 진행               | 2023년 3월 9일, 3월 10일, 3월 12일, 3월 13일                                                           | |
| 2023        | KBS1     | 44회 근로자 가요제                 | 진행               | 2023년 5월 1일                                                                                         | 녹화 중계 및 2안 |
| 2023        | KBS2     | 2회 청룡시리즈 어워즈              | 리포터             | 2023년 7월 19일                                                                                        | |
| 2023        | KBS1     | 열린음악회                         | 임시 진행          | 2023년 7월 30일                                                                                        | 1440회[6월 16일 경북 칠곡 녹화 중계]                                                                                      |
| 2023        | KBS1     | 50회 한국방송대상 시상식           | 진행               | 2023년 9월 4일                                                                                         | |
| 2025        | KBS1     | 6시 내고향                         | 임시 패널 예정     | 2025년 5월 16일                                                                                        | 8283회 [60초를 잡아라] < 해당 시장 편 (미확정)> 임시 여자 아나운서 패널 출연예정                                          |

### 드라마
- 2023년 KBS2 순정복서 - KBX (아이 러브 스포츠) 앵커 역 (특별출연)